# Prorhynchopsis minuta
Prorhynchopsis minuta is een platworm (Platyhelminthes). De worm is tweeslachtig. De soort leeft in het zoute water.
Het geslacht Prorhynchopsis, waarin de platworm wordt geplaatst, wordt tot de familie Hypoblepharinidae gerekend. De wetenschappelijke naam van de soort werd voor het eerst geldig gepubliceerd in 1913 door de Beauchamp.